# Lissonota biguttata
Lissonota biguttata là một loài tò vò trong họ Ichneumonidae.